# Tình dục ngẫu nhiên
Tình dục ngẫu nhiên/ ngẫu hứng/ tình cờ/ bất ngờ hay casual sex, là hoạt động tình dục diễn ra bên ngoài một mối quan hệ lãng mạn và ngụ ý không có sự cam kết, gắn kết tình cảm hoặc sự quen thuộc giữa các đối tác tình dục. Ví dụ là hoạt động tình dục trong khi hẹn hò tình cờ, tình một đêm, quan hệ tình dục trước hôn nhân, mại dâm hoặc đong đưa (swinging).